# 小室眞子
小室 眞子（こむろ まこ、1991年〈平成3年〉10月23日 - ）は、日本の元皇族。アメリカ合衆国ニューヨーク州の弁護士・小室圭の妻。勲等は宝冠大綬章。なお、「眞子」の「眞」の字は、本来は人名漢字の「眞」の「目」の部分の縦線を下に伸ばし、下の横線と繋げた字であるが、便宜上、人名漢字の「眞」と表記する。
皇籍離脱前の身位は内親王で、皇室典範における敬称は殿下。旧名、眞子内親王（まこないしんのう）、お印は木香茨（もっこうばら）であった。
秋篠宮文仁親王と同妃紀子の第1女子（第1子）。今上天皇は伯父に、黒田清子（紀宮清子内親王）は叔母にあたる。妹に佳子内親王、弟に悠仁親王がいる。上皇と上皇后美智子の初孫。
皇族時代の住居は、東京都港区元赤坂の赤坂御用地内にある秋篠宮邸。改修工事に伴い、2019年（平成31年）2月から結婚まで「御仮寓所（ごかぐうしょ）」に両親及び妹弟と仮住まいしていた。

## 来歴

### 幼少時代

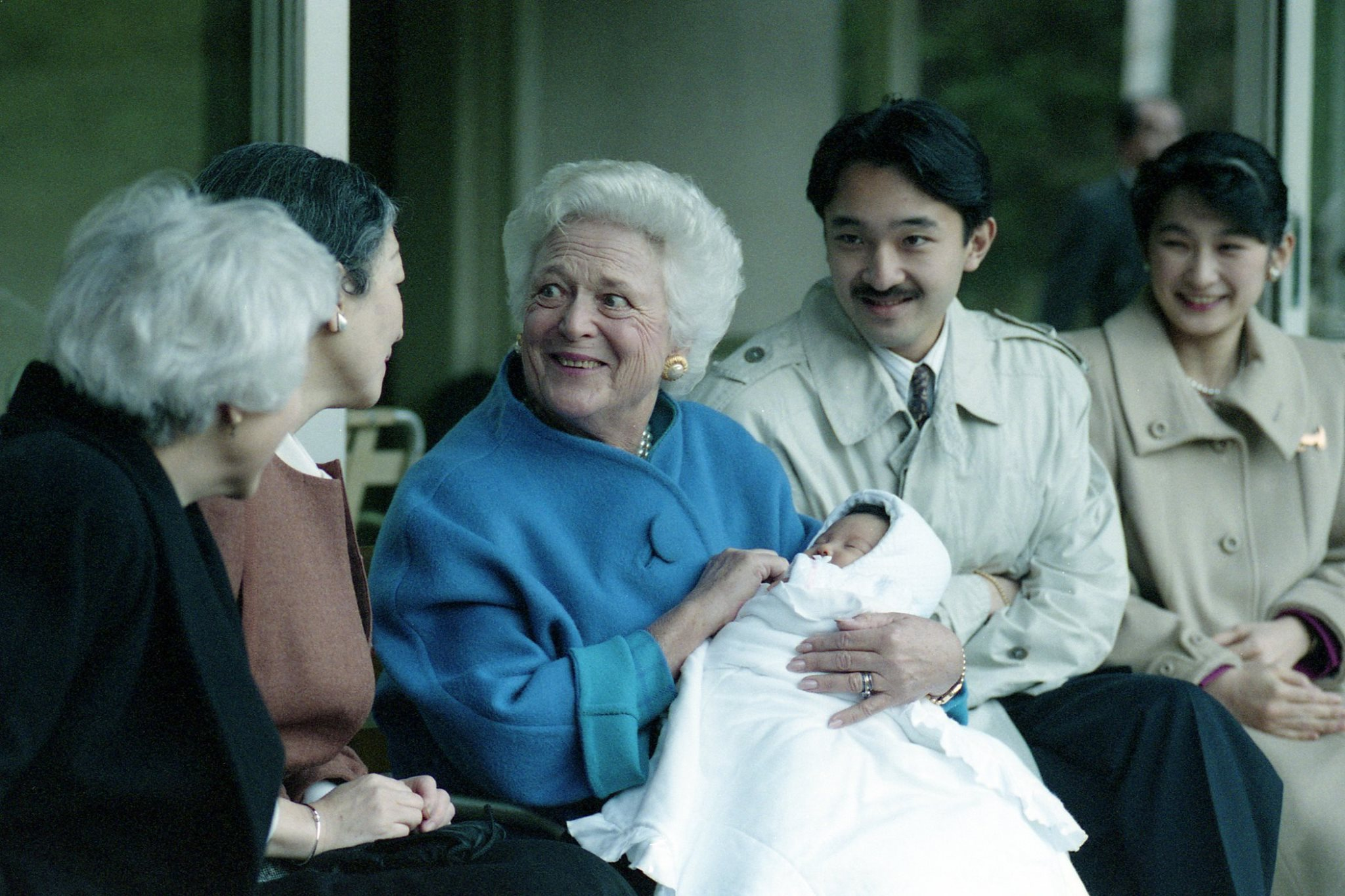
バーバラ・ブッシュに抱かれる眞子。皇后美智子、秋篠宮、紀子親王妃と（1992年1月）

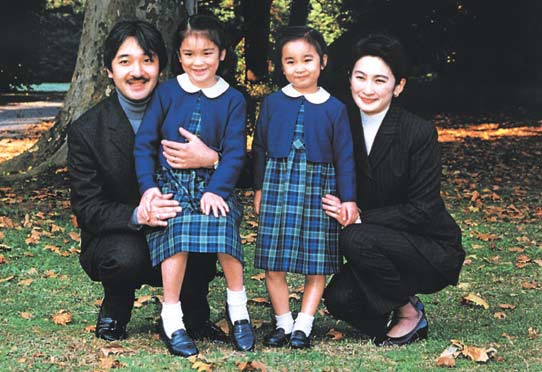
2000年代の秋篠宮一家。秋篠宮、紀子親王妃、佳子内親王と共に

1991年（平成3年）10月23日、宮内庁病院にて誕生。同日、賜剣の儀。この時に父方祖父の第125代天皇明仁から授けられた守り刀は、重要無形文化財保持者（人間国宝）に認定された隅谷正峯の作。天皇明仁と皇后美智子にとって初孫であった。
同年10月29日、命名の儀が執り行われ、父・秋篠宮文仁親王により、「眞子（まこ）」と名付けられる。この名は、「天性のものを失わず、自然に、飾ることなく、ありのままに人生を歩む」願いを込めて命名された。

### 学習院進学
1998年（平成10年）4月、学習院初等科入学。その後学習院女子中・高等科に進学。この間、2005年（平成17年）頃からは、日本国内を中心として両親の公務、接見に同行・同座することが多くなり、最年長の内親王として国民の前に姿を現す機会も増えていた。高校時代のあだ名は「まこしー」。
2006年（平成18年）8月3日から16日までの夏休み期間中、オーストリアのウィーンでホームステイをした。ホームステイ先は、母方の祖父・川嶋辰彦の仕事仲間だったオーストリア人の家。かねてより美術や建築に関心があり、美術館や、シュテファン大聖堂やシェーンブルン宮殿などの建築物を見学した。
2006年（平成18年）には、父・文仁親王の三重県訪問に同行して伊勢神宮式年遷宮の行事「川曳き」を視察、自ら行事に参加した。高等科在学中の2008年（平成20年）からは、単独公務も開始している。

### 大学時代
2009年（平成21年）11月、国際基督教大学をAO入試で受験して、合格したことが発表された。2010年（平成22年）に学習院女子高等科を卒業し、同年4月、国際基督教大学教養学部アーツ・サイエンス学科に入学。皇族の同大学への入学は初となる。雪面滑走競技部に入部した。同年7月14日から、同大学の海外英語研修としてアイルランド共和国に留学し、1か月間、アイルランド国立大学ダブリン校で英語を学んだほか、研修生の一員としてアイルランド大統領のメアリー・マッカリースとの懇談や、イギリスの北アイルランド地方への訪問も行った。
2011年（平成23年）7月、東北地方太平洋沖地震（東日本大震災）の被災地で身分を隠してボランティア活動を行った。同年10月23日、成年を迎え、宝冠大綬章を授与された。以後、成年皇族として各種行事、儀式に出席している。
2012年（平成24年）4月、3学年に進級し、美術・文化財研究を専攻。在学中に学芸員資格および運転免許証を取得。2012年（平成24年）8月3日、同年9月から2013年（平成25年）5月までイギリスのエディンバラ大学に留学することが閣議で報告された。同大学では美術史などを学んだ。皇族の同大学への留学は高円宮家の承子女王に次いで2人目となる。
2014年（平成26年）3月、国際基督教大学教養学部を卒業し、「学士（教養）」の学位を修得。卒業論文は日本神話を題材とした絵画をテーマとした「明治時代における神話画の誕生、発展、そして葛藤」（英文、80頁）。同年国際陶磁器フェスティバル美濃名誉総裁に就任。

### 大学院時代
2014年（平成26年）9月、レスター大学大学院博物館学研究科に入学し、日本を離れる。翌2015年（平成27年）9月、同大学院の課程を終えて帰国する。
大学院在学中は、他の学生と変わらず学生寮で生活し、サイモン・ネル教授（Simon Knell）の指導の下、ブラシュカ父子の海洋生物模型を題材に、修士論文「博物館におけるオブジェクトの解釈の可能性」を執筆した。また、2015年（平成27年）7月から8週間、コヴェントリーのハーバート美術博物館で実務研修プログラムに参加し、レスターのニュー・ウォーク博物美術館での研究にも従事した。
帰国後の同年10月、父・文仁親王から引き継ぐ形で、日本テニス協会名誉総裁に就任。全日本テニス選手権表彰式では、天皇杯を授与している。同年11月、東京大学総合研究博物館客員研究員に就任。
2016年（平成28年）1月21日、レスター大大学院の修了式に出席し、「修士（博物館学）」の学位記を受けた。同年、JPタワー学術文化総合ミュージアム（日本郵便と東京大学産学協働プロジェクト）「インターメディアテク」客員研究員就任。同年4月1日、東京大学総合研究博物館特任研究員に就任。公務を優先しながら週3回ほど勤務している。同年6月15日、日本工芸会総裁に就任。同会の主要事業である日本伝統工芸展では、総裁賞と高松宮記念賞の選定を行っていた。
同年9月、国際基督教大学大学院アーツ・サイエンス研究科博士後期課程に入学し、比較文化を研究領域とする博物館学を中心に研究に取り組む。博士号は取得できず退学。

### 婚約内定と延期
2017年（平成29年）5月16日、「国際基督教大学の同級生で、法律事務所勤務の小室圭（こむろ けい。以下、圭とする）と婚約する準備が進められている」と報道された。報道を受け学習院女子高校時代の恩師坂口由美子は「眞子さまはとてもふさわしい方をお選びになった。温かい家庭を築いて頂ければ」と祝福の言葉を述べた。同日、宮内庁も婚約することを明らかにし、当初は同年秋以降に予定していた婚約内定発表を前倒しすることになった。
同年9月3日午前、祖父にあたる当時の天皇明仁の裁可を得て婚約が内定し、午前11時15分、宮内庁長官・山本信一郎が婚約内定を正式発表した。同日午後3時、眞子内親王と圭は、赤坂御用地内の赤坂東邸で婚約内定会見を行った。なお、婚約内定は7月8日に発表される予定だったが、平成29年7月九州北部豪雨を受けて延期されている。 
その後、「小室圭の母親と元婚約者との間に金銭問題が生じている」など圭の家庭を巡る様々な報道を受け、2018年（平成30年）2月6日、宮内庁は眞子内親王の納采の儀を始めとする結婚関係諸儀式を延期すると発表した。眞子内親王は文書で「お気持ち」を公表し、「予期せぬ時期の報道をきっかけに、結婚に関わる様々な行事や結婚後の生活にむけて、二人で話し合い、それぞれの親や関係する人々と相談しながら準備を進めてきたが、現在予定している秋の結婚までに行う諸行事や結婚後の生活について、充分な準備を行う時間がないことを認識するようになったためだ」と説明した。
2018年（平成30年）11月22日、父・文仁親王は、53歳の誕生日に先立って行われた記者会見の際に、「今でもその2人が結婚したいという気持ちがあるのであれば、やはりそれ相応の対応をすべきだ」と指摘し、「多くの人が納得し喜んでくれる状況にならなければ、いわゆる婚約に当たる納采の儀を行うことができない」との認識を示した。
2020年（令和2年）9月11日、母・秋篠宮妃紀子は、54歳の誕生日に際して文書を発表し、「長女の気持ちをできる限り尊重する」と述べた。
11月13日、眞子内親王は自身の小室圭との結婚について「お気持ち」として宮内庁を通じて文章を公表した。その中で、「結婚は、私たちにとって自分たちの心を大切に守りながら生きていくために必要な選択」と述べ、改めて結婚への強い意志を表明した。
同年11月20日、父の文仁親王は、55歳の誕生日記者会見で「結婚することを認める」とし、婚姻の自由を保障した憲法の規定（日本国憲法第24条）を理由に、2人の結婚を容認する気持ちを初めて明言した。アメリカ合衆国に留学中の圭と離れ離れになっていても、気丈に公務に励む娘の姿を見て決意を固められたという。一方で「決して多くの人が納得し、喜んでくれている状況ではない」とも述べ、「やはりそれ（相応の対応）が見える形になるというのは必要なこと」と一定の対応を促した。また、「結婚と婚約は違う」との見解を示し、憲法にある結婚は認めるものの、両家の約束に当たる婚約の儀式（納采の儀）実施については含みを残した。
11月30日、内閣官房長官の加藤勝信は同日午前の定例会見で、文仁親王が眞子内親王と圭の結婚を認めると発言したことについて、「政府としては今後とも静かに見守っていきたい」と述べた。また、文仁親王が婚約の条件として多くの人が受け入れることを挙げたと指摘し、「一般論として、多くの人にお祝いされる（ことを望む）のは、親としては当然なのではないか」とも語った。
12月3日、皇室会議および皇室経済会議元議員で、現予備議員の伊吹文明（元衆議院議長）は、圭の姿勢に異例の苦言を呈し、一連のトラブルについて国民への説明責任を果たすよう求めた。
12月10日、宮内庁長官西村泰彦は定例の記者会見で、「結婚に向けて、批判に対して説明責任を果たすべき方が果たしていくことがきわめて重要だと考えている」と述べ、圭親子側の対応を求めた。
2021年（令和3年）2月19日、伯父にあたる天皇徳仁は、誕生日に先立って行われた記者会見にて、自身の姪である眞子内親王の結婚問題に言及し、「国民の間でさまざまな意見があることは私も承知しております」とした上で「眞子内親王が、ご両親とよく話し合い、秋篠宮が言ったように、多くの人が納得し喜んでくれる状況になることを願っております」と述べた。

### 結婚
2021年9月1日、年内に結婚すると報じられた。皇室経済法第6条に定められた皇籍離脱後の品位保持を目的とした一時金の支給については、受け取りを辞退する意向を示した。結婚後の新生活は、圭の住居のあるニューヨークで始める見通しとなっている。
9月27日には、ニューヨークから圭が一時帰国した。
10月1日に、宮内庁は10月26日に眞子内親王と小室圭が結婚することを発表した。納采の儀や告期の儀、入第の儀や賢所皇霊殿神殿に謁するの儀、朝見の儀などの結婚関連儀式および結婚式など家と家との行事について、天皇徳仁が示した「多くの人が納得し、喜んでくれる状況」ではない状況を踏まえ、執り行わない判断を下した。さらに、西村泰彦宮内庁長官は、一時金については眞子内親王の意向を踏まえて支給しないこと、皇室経済会議も開催しないことを決定した旨、また眞子内親王について、2018年ごろから、多くの国民から誹謗中傷に晒され、人生が壊されるという恐怖感が持続し、悲観的になり、幸福感を感じるのが難しい状態になっているとして、複雑性PTSDと診断されていることも併せて発表した。これについて会見に同席したNTT東日本関東病院品質保証室長である精神科医・秋山剛は、「公的な活動や結婚の準備に支障はない」「周囲の方々の温かい見守りがあれば、健康の回復は速やかに進むと考えられる」と説明している。結婚に踏み切った理由として、眞子内親王が自身と家族、婚約内定者とその家族に対する誹謗中傷と感じられる出来事が続いたことで、これ以上この状況が続くことは耐えられないと考えるようになったと発表した。
10月12日には天皇陵である武蔵陵墓地を訪れ、曽祖父・昭和天皇の武藏野陵と曽祖母・香淳皇后の武藏野東陵を参拝し、その1週間後の19日には、皇居にて皇室の祖先を奉る賢所と皇霊殿を私的に参拝し、同年10月26日に結婚することを報告。本来ならば、五衣唐衣裳を身につけ宮中三殿を参拝する賢所皇霊殿神殿に謁するの儀が行われるが、公式行事ではないため、洋装のロングドレスを身につけ、外から参拝した。同日、母方の祖父である川嶋辰彦が緊急入院した。また、22日には伯父母にあたる天皇・皇后に結婚を報告するため皇居を訪問。結婚に関する儀式を行わないことから朝見の儀に代わる訪問となった。皇居には約1時間半前後滞在し、途中から従妹にあたる愛子内親王も同席し、和やかな雰囲気だったという。25日には、仙洞仮御所を訪問し、祖父母にあたる上皇・上皇后に結婚を報告した。
10月26日午前10時頃に婚姻届を宮内庁の職員が代理で提出、受理され、眞子内親王は皇籍を離脱、民間人の「小室 眞子（こむろ まこ）」となった。戸籍が作られたことにより、職業選択や居住移転の自由を得ることになった。また、参政権（選挙権・被選挙権）も得ることになったが、公職選挙法の規定により、公示の時点で選挙人名簿に登録されている必要があるので、5日後の同月31日に投開票が行われた第49回衆議院議員総選挙（同月19日公示）の投票を行うことは出来なかった。
10月26日午後の結婚会見は当初、質疑応答が設けられていたが、事前提出の質問5問に回答する文書を、退席後に配布する形式に変更した。会見において、「結婚は、自分たちの心を大切に守りながら生きていくために、必要な選択でした」と述懐した。質疑応答を取りやめた理由について宮内庁は、「眞子さまは、事前に受け取った質問の中に、誤った情報が事実であるかのような印象を与えかねないものが含まれていることに強い衝撃を受けられた」と明かした。同日午後2時ごろ、二人は都内のホテルで記者会見に臨み、予定どおり冒頭10分程度発言した後、事前質問への回答文書を配布して会場をあとにした。同日、宮内庁は父・文仁親王の「ご迷惑をおかけした方々に誠に申し訳ない気持ちでおります。（中略）今回、皇室としては類例を見ない結婚となりました。」という内容のコメントを公表した。
宮内庁による結婚予定の発表後に、金を貸したとされていた圭の母親の元婚約者という男は、借金にあたるものではなかったとインタビューで答えた。一連の出来事の展開は”かつて婚約していた女性の息子が眞子さまのご婚約相手と知って週刊誌に流し、あえて問題化させた"という。
皇籍離脱し一般市民となってからは渡米まで、東京都渋谷区神宮前のサービスアパートメント「オークウッドレジデンス青山」で小室圭と仮住まい生活を送った。
11月14日10時20分、羽田空港の貴賓室から夫の小室圭とともに搭乗したANAのNH110便のジェット旅客機で、アメリカ合衆国のニューヨークへと旅立った。日本時間11月14日22時30分、到着地のジョン・F・ケネディ国際空港ではニューヨーク市警察と空港職員による厳重な警備の元、迅速な入国手続きを行った。以後はアメリカ在住。
2022年2月、メトロポリタン美術館のウェブサイトで沖縄出身の芸術家山田真山の作品についての解説（英訳はジョン・T・カーペンター）を行った。
2023年11月、入居していたマンハッタンの高級マンションを引き払い、以降の引っ越し先は不明と報道されていたが、2025年5月現在、一部週刊誌にニューヨーク郊外に住まいを移していると報じられた。
2025年5月30日、第1子を出産していることを宮内庁が正式に発表。なお、出産の時期や性別については公表を控えた。

## 年譜
- 1991年（平成3年）10月23日、東京都千代田区千代田、皇居・宮内庁病院にて誕生。
  - 賜剣の儀、命名の儀を行う。
- 1998年（平成10年）3月、学習院幼稚園卒園。
- 2004年（平成16年）3月、学習院初等科卒業。
- 2007年（平成19年）3月、学習院女子中等科卒業。
- 2010年（平成22年）3月、学習院女子高等科卒業。
- 2014年（平成26年）3月、国際基督教大学教養学部アーツ・サイエンス学科卒業。
- 2015年（平成27年）10月10日、日本テニス協会名誉総裁就任[79]。
- 2016年（平成28年）1月、英国レスター大学大学院博物館学研究科修了。
- 2016年（平成28年）4月、東京大学総合研究博物館の特任研究員に就任。
- 2016年（平成28年）6月15日、日本工芸会総裁就任。
- 2016年（平成28年）9月、国際基督教大学大学院アーツ・サイエンス研究科博士後期課程入学。
- 2021年（令和3年）8月、東京大学総合研究博物館の特任研究員を退職[80]。
- 2021年（令和3年）8月、国際基督教大学大学院アーツ・サイエンス研究科博士後期課程を退学[80]。
- 2021年（令和3年）10月26日、小室圭との婚姻により、皇籍離脱。
- 2021年（令和3年）11月14日、夫・小室圭と共に羽田空港からアメリカ合衆国のニューヨークに旅立った[81]。
- 2025年（令和7年）5月、第1子を出産したことを宮内庁が正式に発表[82]。

## 外遊歴（単独公式訪問）

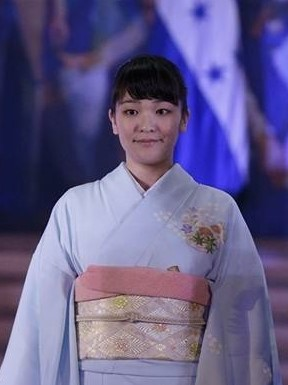
2015年12月、ホンジュラス訪問時

ブラジルやペルー、ボリビアなど日本人移民の歴史を持つ南米各国とのパイプ役を上皇及び上皇后から引き継いだほか、ブータン王室とも家族ぐるみの交流がある。
| 年                 | 出国    | 帰国     | 訪問地                                                    | 備考                                                                            |
| ------------------ | ------- | -------- | --------------------------------------------------------- | ------------------------------------------------------------------------------- |
| 2015年（平成27年） | 12月2日 | 12月12日 | エルサルバドル、 ホンジュラス （ アメリカ合衆国立ち寄り） | エルサルバドル国政府およびホンジュラス国大統領からの招待 外交関係樹立80周年記念 |
| 2016年（平成28年） | 9月6日  | 9月16日  | パラグアイ （ ドイツ、 ブラジル立ち寄り）                 | パラグアイ国政府からの招待 日本人の同国移住80周年記念                           |
| 2017年（平成29年） | 5月31日 | 6月8日   | ブータン （ シンガポール立ち寄り）                        | ブータン国政府からの招待                                                        |
| 2018年（平成30年） | 7月17日 | 7月31日  | ブラジル （ ドイツ、 アメリカ合衆国立ち寄り）             | ブラジル国政府からの招待 日本人の同国移住110周年記念                            |
| 2019年（令和元年） | 7月9日  | 7月22日  | ペルー、 ボリビア （ アメリカ合衆国立ち寄り）             | ペルー国政府およびボリビア国政府からの招待 日本人の同国移住120周年              |

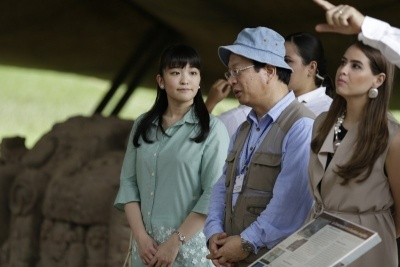
2015年12月7日、金沢大学附属国際文化資源学研究センター教授中村誠一（中央）らとホンジュラスのコパン石彫博物館を視察
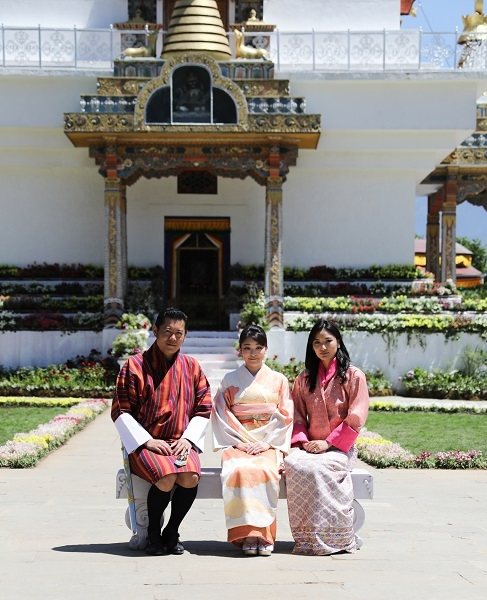
2017年6月4日、ブータン国王ジグミ・ケサル・ナムゲル・ワンチュクと王妃ジェツン・ペマ・ワンチュクと「ブータン花の博覧会」開会式に出席

## 栄典

### 勲章

#### 日本
- - 宝冠大綬章（2011年（平成23年）10月23日）

#### 外国
- パラグアイ:国家功労勲章特別大十字型章（英語版） - （2021年）[89]
- ブラジル :リオ・ブランコ勲章大十字型章（英語版） - （2021年）[90]

### 名誉職
- 日本テニス協会名誉総裁（2015年（平成27年）10月10日 - 2021年（令和3年）10月26日）[79]
- 日本工芸会総裁（2016年（平成28年）6月15日 - 2021年（令和3年）10月26日）[91]
- 国際陶磁器フェスティバル美濃名誉総裁（2014年（平成26年）・2017年（平成29年）・2021年（令和3年）9月30日 - 10月17日）[92]

## 逸話
- 出生時の天皇・明仁（現・上皇）と皇后・美智子（現・上皇后）にとっては初孫であるため、注目度の高さから幼年期は報道、ワイドショーへの露出も多かった。また、この時期は警備にも多数の人員が割かれていたという。
- 1993年（平成5年）夏、軽井沢静養の折り、大型犬が母・紀子に抱かれた眞子内親王の眼前まで飛び上がり、驚いた飼い主に対し紀子が「あら、お友だちになりたいのね」と咄嗟にフォローしたことがある[93]。
- 1995年（平成7年）5月、葉山静養の折り、浜辺の散策において、海蛇に関心を持っていた当時3歳の眞子内親王が「あっちまで行ったら海蛇がいるよね、お父さま。（あの人たちは）どうして海蛇釣るの？」と父の文仁親王にしきりに尋ねる映像がある。幼少時のエピソードの中でも有名なもので、皇室特番やニュースでも頻繁に紹介されている[94]。
- 美術、古文書、建築物などに関心がある。特に日本画に関心が深く、学習院初等科を卒業した時の作文には正倉院、唐招提寺、京都御所において美術を鑑賞し、奈良鳥類研究所において鳥を描く際の心得についての指導を受けた出来事が記されている。同作文においては、修復技術への関心もうかがわせた[95]。
- 祖母の美智子（当時は皇后）が手がけていた養蚕（皇后御親蚕）を、母・紀子や妹・佳子と共に手伝っていた。皇后御親蚕において小石丸から採取された糸から作られた絹は、皇族が儀式に用いる着物に用いられ、眞子内親王も瑞鳥である鶴をあしらった晴れ着を着用した。
- 同様に1996年（平成8年）から、妹・佳子とともに祖父・明仁（当時は天皇）が行っていた皇居での稲作（お田植え）も手伝っている[96]。
- インターネット上での人気が高く、話題となったことがあり[97]、一部では「マコリンペン」と呼ばれた[98][99]。
- ジャニーズ事務所所属の芸能人男性アイドルのファンと言われ、そのコンサートに観客として行ったとするゴシップ記事が掲載されたこともあった[100][101]。
- 皇族時代、宮家の当主ではなかったため公式には「秋篠宮」の宮号は冠しなかったが、自署などでは「秋篠宮眞子」とした例があった[102]。

## 系譜
| 小室眞子 | 父: 文仁親王（秋篠宮） | 祖父: 上皇明仁     | 曽祖父: 昭和天皇   |
| 小室眞子 | 父: 文仁親王（秋篠宮） | 祖父: 上皇明仁     | 曽祖母: 香淳皇后   |
| 小室眞子 | 父: 文仁親王（秋篠宮） | 祖母: 上皇后美智子 | 曽祖父: 正田英三郎 |
| 小室眞子 | 父: 文仁親王（秋篠宮） | 祖母: 上皇后美智子 | 曽祖母: 正田富美子 |
| 小室眞子 | 母: 紀子               | 祖父: 川嶋辰彦     | 曽祖父: 川嶋孝彦   |
| 小室眞子 | 母: 紀子               | 祖父: 川嶋辰彦     | 曽祖母: 川嶋紀子   |
| 小室眞子 | 母: 紀子               | 祖母: 川嶋和代     | 曽祖父: 杉本嘉助   |
| 小室眞子 | 母: 紀子               | 祖母: 川嶋和代     | 曽祖母: 杉本栄子   |

- 高祖父：大正天皇
- 高祖母：貞明皇后

|                   |                   |                   |                   |                   |                   |                |                |                |                |                |                |                |                |  |  | 歴代天皇           | 歴代天皇           | 歴代天皇           | 歴代天皇           | 歴代天皇           | 歴代天皇           |  |  | 歴代皇后             | 歴代皇后             | 歴代皇后             | 歴代皇后             | 歴代皇后             | 歴代皇后             |  |  | 親王            | 親王            | 親王            | 親王            | 親王            | 親王            |  |  | 内親王・女王      | 内親王・女王      | 内親王・女王      | 内親王・女王      | 内親王・女王      | 内親王・女王      |  |  | 臣籍降下       | 臣籍降下       | 臣籍降下       | 臣籍降下       | 臣籍降下       | 臣籍降下       |  |  | 妃              | 妃              | 妃              | 妃              | 妃              | 妃              |  |  |                 |                 |                 |                 |                 |                 |                |                |                |                |                |                |          |          |                   |                   |                   |                   |                   |                   |          |          |  |  |                 |                 |                 |                 |                 |                 |  |  |               |               |               |               |               |               |  |  |          |          |          |          |          |          |  |  |                |                |                |                |                |                |  |  |                 |                 |                 |                 |                 |                 |
|                   |                   |                   |                   |                   |                   |                |                |                |                |                |                |                |                |  |  | 歴代天皇           | 歴代天皇           | 歴代天皇           | 歴代天皇           | 歴代天皇           | 歴代天皇           |  |  | 歴代皇后             | 歴代皇后             | 歴代皇后             | 歴代皇后             | 歴代皇后             | 歴代皇后             |  |  | 親王            | 親王            | 親王            | 親王            | 親王            | 親王            |  |  | 内親王・女王      | 内親王・女王      | 内親王・女王      | 内親王・女王      | 内親王・女王      | 内親王・女王      |  |  | 臣籍降下       | 臣籍降下       | 臣籍降下       | 臣籍降下       | 臣籍降下       | 臣籍降下       |  |  | 妃              | 妃              | 妃              | 妃              | 妃              | 妃              |  |  |                 |                 |                 |                 |                 |                 |                |                |                |                |                |                |          |          |                   |                   |                   |                   |                   |                   |          |          |  |  |                 |                 |                 |                 |                 |                 |  |  |               |               |               |               |               |               |  |  |          |          |          |          |          |          |  |  |                |                |                |                |                |                |  |  |                 |                 |                 |                 |                 |                 |
| 大正天皇          | 大正天皇          | 大正天皇          | 大正天皇          | 大正天皇          | 大正天皇          |                |                | 貞明皇后       | 貞明皇后       | 貞明皇后       | 貞明皇后       | 貞明皇后       | 貞明皇后       |  |  |                    |                    |                    |                    |                    |                    |  |  |                      |                      |                      |                      |                      |                      |  |  |                 |                 |                 |                 |                 |                 |  |  |                   |                   |                   |                   |                   |                   |  |  |                |                |                |                |                |                |  |  |                 |                 |                 |                 |                 |                 |  |  |                 |                 |                 |                 |                 |                 |                |                |                |                |                |                |          |          |                   |                   |                   |                   |                   |                   |          |          |  |  |                 |                 |                 |                 |                 |                 |  |  |               |               |               |               |               |               |  |  |          |          |          |          |          |          |  |  |                |                |                |                |                |                |  |  |                 |                 |                 |                 |                 |                 |
| 大正天皇          | 大正天皇          | 大正天皇          | 大正天皇          | 大正天皇          | 大正天皇          |                |                | 貞明皇后       | 貞明皇后       | 貞明皇后       | 貞明皇后       | 貞明皇后       | 貞明皇后       |  |  |                    |                    |                    |                    |                    |                    |  |  |                      |                      |                      |                      |                      |                      |  |  |                 |                 |                 |                 |                 |                 |  |  |                   |                   |                   |                   |                   |                   |  |  |                |                |                |                |                |                |  |  |                 |                 |                 |                 |                 |                 |  |  |                 |                 |                 |                 |                 |                 |                |                |                |                |                |                |          |          |                   |                   |                   |                   |                   |                   |          |          |  |  |                 |                 |                 |                 |                 |                 |  |  |               |               |               |               |               |               |  |  |          |          |          |          |          |          |  |  |                |                |                |                |                |                |  |  |                 |                 |                 |                 |                 |                 |
|                   |                   |                   |                   |                   |                   |                |                |                |                |                |                |                |                |  |  |                    |                    |                    |                    |                    |                    |  |  |                      |                      |                      |                      |                      |                      |  |  |                 |                 |                 |                 |                 |                 |  |  |                   |                   |                   |                   |                   |                   |  |  |                |                |                |                |                |                |  |  |                 |                 |                 |                 |                 |                 |  |  |                 |                 |                 |                 |                 |                 |                |                |                |                |                |                |          |          |                   |                   |                   |                   |                   |                   |          |          |  |  |                 |                 |                 |                 |                 |                 |  |  |               |               |               |               |               |               |  |  |          |          |          |          |          |          |  |  |                |                |                |                |                |                |  |  |                 |                 |                 |                 |                 |                 |
|                   |                   |                   |                   |                   |                   |                |                |                |                |                |                |                |                |  |  |                    |                    |                    |                    |                    |                    |  |  |                      |                      |                      |                      |                      |                      |  |  |                 |                 |                 |                 |                 |                 |  |  |                   |                   |                   |                   |                   |                   |  |  |                |                |                |                |                |                |  |  |                 |                 |                 |                 |                 |                 |  |  |                 |                 |                 |                 |                 |                 |                |                |                |                |                |                |          |          |                   |                   |                   |                   |                   |                   |          |          |  |  |                 |                 |                 |                 |                 |                 |  |  |               |               |               |               |               |               |  |  |          |          |          |          |          |          |  |  |                |                |                |                |                |                |  |  |                 |                 |                 |                 |                 |                 |
| 昭和天皇          | 昭和天皇          | 昭和天皇          | 昭和天皇          | 昭和天皇          | 昭和天皇          |                |                | 香淳皇后       | 香淳皇后       | 香淳皇后       | 香淳皇后       | 香淳皇后       | 香淳皇后       |  |  | 秩父宮雍仁親王     | 秩父宮雍仁親王     | 秩父宮雍仁親王     | 秩父宮雍仁親王     | 秩父宮雍仁親王     | 秩父宮雍仁親王     |  |  | 雍仁親王妃 勢津子    | 雍仁親王妃 勢津子    | 雍仁親王妃 勢津子    | 雍仁親王妃 勢津子    | 雍仁親王妃 勢津子    | 雍仁親王妃 勢津子    |  |  | 高松宮宣仁親王  | 高松宮宣仁親王  | 高松宮宣仁親王  | 高松宮宣仁親王  | 高松宮宣仁親王  | 高松宮宣仁親王  |  |  | 宣仁親王妃 喜久子 | 宣仁親王妃 喜久子 | 宣仁親王妃 喜久子 | 宣仁親王妃 喜久子 | 宣仁親王妃 喜久子 | 宣仁親王妃 喜久子 |  |  |                |                |                |                |                |                |  |  |                 |                 |                 |                 |                 |                 |  |  |                 |                 |                 |                 |                 |                 | 三笠宮崇仁親王 | 三笠宮崇仁親王 | 三笠宮崇仁親王 | 三笠宮崇仁親王 | 三笠宮崇仁親王 | 三笠宮崇仁親王 |          |          | 崇仁親王妃 百合子 | 崇仁親王妃 百合子 | 崇仁親王妃 百合子 | 崇仁親王妃 百合子 | 崇仁親王妃 百合子 | 崇仁親王妃 百合子 |          |          |  |  |                 |                 |                 |                 |                 |                 |  |  |               |               |               |               |               |               |  |  |          |          |          |          |          |          |  |  |                |                |                |                |                |                |  |  |                 |                 |                 |                 |                 |                 |
| 昭和天皇          | 昭和天皇          | 昭和天皇          | 昭和天皇          | 昭和天皇          | 昭和天皇          |                |                | 香淳皇后       | 香淳皇后       | 香淳皇后       | 香淳皇后       | 香淳皇后       | 香淳皇后       |  |  | 秩父宮雍仁親王     | 秩父宮雍仁親王     | 秩父宮雍仁親王     | 秩父宮雍仁親王     | 秩父宮雍仁親王     | 秩父宮雍仁親王     |  |  | 雍仁親王妃 勢津子    | 雍仁親王妃 勢津子    | 雍仁親王妃 勢津子    | 雍仁親王妃 勢津子    | 雍仁親王妃 勢津子    | 雍仁親王妃 勢津子    |  |  | 高松宮宣仁親王  | 高松宮宣仁親王  | 高松宮宣仁親王  | 高松宮宣仁親王  | 高松宮宣仁親王  | 高松宮宣仁親王  |  |  | 宣仁親王妃 喜久子 | 宣仁親王妃 喜久子 | 宣仁親王妃 喜久子 | 宣仁親王妃 喜久子 | 宣仁親王妃 喜久子 | 宣仁親王妃 喜久子 |  |  |                |                |                |                |                |                |  |  |                 |                 |                 |                 |                 |                 |  |  |                 |                 |                 |                 |                 |                 | 三笠宮崇仁親王 | 三笠宮崇仁親王 | 三笠宮崇仁親王 | 三笠宮崇仁親王 | 三笠宮崇仁親王 | 三笠宮崇仁親王 |          |          | 崇仁親王妃 百合子 | 崇仁親王妃 百合子 | 崇仁親王妃 百合子 | 崇仁親王妃 百合子 | 崇仁親王妃 百合子 | 崇仁親王妃 百合子 |          |          |  |  |                 |                 |                 |                 |                 |                 |  |  |               |               |               |               |               |               |  |  |          |          |          |          |          |          |  |  |                |                |                |                |                |                |  |  |                 |                 |                 |                 |                 |                 |
|                   |                   |                   |                   |                   |                   |                |                |                |                |                |                |                |                |  |  |                    |                    |                    |                    |                    |                    |  |  |                      |                      |                      |                      |                      |                      |  |  |                 |                 |                 |                 |                 |                 |  |  |                   |                   |                   |                   |                   |                   |  |  |                |                |                |                |                |                |  |  |                 |                 |                 |                 |                 |                 |  |  |                 |                 |                 |                 |                 |                 |                |                |                |                |                |                |          |          |                   |                   |                   |                   |                   |                   |          |          |  |  |                 |                 |                 |                 |                 |                 |  |  |               |               |               |               |               |               |  |  |          |          |          |          |          |          |  |  |                |                |                |                |                |                |  |  |                 |                 |                 |                 |                 |                 |
|                   |                   |                   |                   |                   |                   |                |                |                |                |                |                |                |                |  |  |                    |                    |                    |                    |                    |                    |  |  |                      |                      |                      |                      |                      |                      |  |  |                 |                 |                 |                 |                 |                 |  |  |                   |                   |                   |                   |                   |                   |  |  |                |                |                |                |                |                |  |  |                 |                 |                 |                 |                 |                 |  |  |                 |                 |                 |                 |                 |                 |                |                |                |                |                |                |          |          |                   |                   |                   |                   |                   |                   |          |          |  |  |                 |                 |                 |                 |                 |                 |  |  |               |               |               |               |               |               |  |  |          |          |          |          |          |          |  |  |                |                |                |                |                |                |  |  |                 |                 |                 |                 |                 |                 |
| 東久邇成子 (照宮) | 東久邇成子 (照宮) | 東久邇成子 (照宮) | 東久邇成子 (照宮) | 東久邇成子 (照宮) | 東久邇成子 (照宮) |                |                | 久宮祐子内親王 | 久宮祐子内親王 | 久宮祐子内親王 | 久宮祐子内親王 | 久宮祐子内親王 | 久宮祐子内親王 |  |  | 鷹司和子 (孝宮)    | 鷹司和子 (孝宮)    | 鷹司和子 (孝宮)    | 鷹司和子 (孝宮)    | 鷹司和子 (孝宮)    | 鷹司和子 (孝宮)    |  |  | 池田厚子 (順宮)      | 池田厚子 (順宮)      | 池田厚子 (順宮)      | 池田厚子 (順宮)      | 池田厚子 (順宮)      | 池田厚子 (順宮)      |  |  | 上皇 明仁       | 上皇 明仁       | 上皇 明仁       | 上皇 明仁       | 上皇 明仁       | 上皇 明仁       |  |  | 上皇后 美智子     | 上皇后 美智子     | 上皇后 美智子     | 上皇后 美智子     | 上皇后 美智子     | 上皇后 美智子     |  |  | 常陸宮正仁親王 | 常陸宮正仁親王 | 常陸宮正仁親王 | 常陸宮正仁親王 | 常陸宮正仁親王 | 常陸宮正仁親王 |  |  | 正仁親王妃 華子 | 正仁親王妃 華子 | 正仁親王妃 華子 | 正仁親王妃 華子 | 正仁親王妃 華子 | 正仁親王妃 華子 |  |  | 島津貴子 (清宮) | 島津貴子 (清宮) | 島津貴子 (清宮) | 島津貴子 (清宮) | 島津貴子 (清宮) | 島津貴子 (清宮) |                |                | 近衞甯子       | 近衞甯子       | 近衞甯子       | 近衞甯子       | 近衞甯子 | 近衞甯子 |                   |                   | 寬仁親王          | 寬仁親王          | 寬仁親王          | 寬仁親王          | 寬仁親王 | 寬仁親王 |  |  | 寬仁親王妃 信子 | 寬仁親王妃 信子 | 寬仁親王妃 信子 | 寬仁親王妃 信子 | 寬仁親王妃 信子 | 寬仁親王妃 信子 |  |  | 桂宮 宜仁親王 | 桂宮 宜仁親王 | 桂宮 宜仁親王 | 桂宮 宜仁親王 | 桂宮 宜仁親王 | 桂宮 宜仁親王 |  |  | 千容子   | 千容子   | 千容子   | 千容子   | 千容子   | 千容子   |  |  | 高円宮憲仁親王 | 高円宮憲仁親王 | 高円宮憲仁親王 | 高円宮憲仁親王 | 高円宮憲仁親王 | 高円宮憲仁親王 |  |  | 憲仁親王妃 久子 | 憲仁親王妃 久子 | 憲仁親王妃 久子 | 憲仁親王妃 久子 | 憲仁親王妃 久子 | 憲仁親王妃 久子 |
| 東久邇成子 (照宮) | 東久邇成子 (照宮) | 東久邇成子 (照宮) | 東久邇成子 (照宮) | 東久邇成子 (照宮) | 東久邇成子 (照宮) |                |                | 久宮祐子内親王 | 久宮祐子内親王 | 久宮祐子内親王 | 久宮祐子内親王 | 久宮祐子内親王 | 久宮祐子内親王 |  |  | 鷹司和子 (孝宮)    | 鷹司和子 (孝宮)    | 鷹司和子 (孝宮)    | 鷹司和子 (孝宮)    | 鷹司和子 (孝宮)    | 鷹司和子 (孝宮)    |  |  | 池田厚子 (順宮)      | 池田厚子 (順宮)      | 池田厚子 (順宮)      | 池田厚子 (順宮)      | 池田厚子 (順宮)      | 池田厚子 (順宮)      |  |  | 上皇 明仁       | 上皇 明仁       | 上皇 明仁       | 上皇 明仁       | 上皇 明仁       | 上皇 明仁       |  |  | 上皇后 美智子     | 上皇后 美智子     | 上皇后 美智子     | 上皇后 美智子     | 上皇后 美智子     | 上皇后 美智子     |  |  | 常陸宮正仁親王 | 常陸宮正仁親王 | 常陸宮正仁親王 | 常陸宮正仁親王 | 常陸宮正仁親王 | 常陸宮正仁親王 |  |  | 正仁親王妃 華子 | 正仁親王妃 華子 | 正仁親王妃 華子 | 正仁親王妃 華子 | 正仁親王妃 華子 | 正仁親王妃 華子 |  |  | 島津貴子 (清宮) | 島津貴子 (清宮) | 島津貴子 (清宮) | 島津貴子 (清宮) | 島津貴子 (清宮) | 島津貴子 (清宮) |                |                | 近衞甯子       | 近衞甯子       | 近衞甯子       | 近衞甯子       | 近衞甯子 | 近衞甯子 |                   |                   | 寬仁親王          | 寬仁親王          | 寬仁親王          | 寬仁親王          | 寬仁親王 | 寬仁親王 |  |  | 寬仁親王妃 信子 | 寬仁親王妃 信子 | 寬仁親王妃 信子 | 寬仁親王妃 信子 | 寬仁親王妃 信子 | 寬仁親王妃 信子 |  |  | 桂宮 宜仁親王 | 桂宮 宜仁親王 | 桂宮 宜仁親王 | 桂宮 宜仁親王 | 桂宮 宜仁親王 | 桂宮 宜仁親王 |  |  | 千容子   | 千容子   | 千容子   | 千容子   | 千容子   | 千容子   |  |  | 高円宮憲仁親王 | 高円宮憲仁親王 | 高円宮憲仁親王 | 高円宮憲仁親王 | 高円宮憲仁親王 | 高円宮憲仁親王 |  |  | 憲仁親王妃 久子 | 憲仁親王妃 久子 | 憲仁親王妃 久子 | 憲仁親王妃 久子 | 憲仁親王妃 久子 | 憲仁親王妃 久子 |
|                   |                   |                   |                   |                   |                   |                |                |                |                |                |                |                |                |  |  |                    |                    |                    |                    |                    |                    |  |  |                      |                      |                      |                      |                      |                      |  |  |                 |                 |                 |                 |                 |                 |  |  |                   |                   |                   |                   |                   |                   |  |  |                |                |                |                |                |                |  |  |                 |                 |                 |                 |                 |                 |  |  |                 |                 |                 |                 |                 |                 |                |                |                |                |                |                |          |          |                   |                   |                   |                   |                   |                   |          |          |  |  |                 |                 |                 |                 |                 |                 |  |  |               |               |               |               |               |               |  |  |          |          |          |          |          |          |  |  |                |                |                |                |                |                |  |  |                 |                 |                 |                 |                 |                 |
|                   |                   |                   |                   |                   |                   |                |                |                |                |                |                |                |                |  |  |                    |                    |                    |                    |                    |                    |  |  |                      |                      |                      |                      |                      |                      |  |  |                 |                 |                 |                 |                 |                 |  |  |                   |                   |                   |                   |                   |                   |  |  |                |                |                |                |                |                |  |  |                 |                 |                 |                 |                 |                 |  |  |                 |                 |                 |                 |                 |                 |                |                |                |                |                |                |          |          |                   |                   |                   |                   |                   |                   |          |          |  |  |                 |                 |                 |                 |                 |                 |  |  |               |               |               |               |               |               |  |  |          |          |          |          |          |          |  |  |                |                |                |                |                |                |  |  |                 |                 |                 |                 |                 |                 |
|                   |                   |                   |                   |                   |                   |                |                |                |                |                |                |                |                |  |  |                    |                    |                    |                    |                    |                    |  |  |                      |                      |                      |                      |                      |                      |  |  |                 |                 |                 |                 |                 |                 |  |  |                   |                   |                   |                   |                   |                   |  |  |                |                |                |                |                |                |  |  |                 |                 |                 |                 |                 |                 |  |  |                 |                 |                 |                 |                 |                 |                |                |                |                |                |                |          |          |                   |                   |                   |                   |                   |                   |          |          |  |  |                 |                 |                 |                 |                 |                 |  |  |               |               |               |               |               |               |  |  |          |          |          |          |          |          |  |  |                |                |                |                |                |                |  |  |                 |                 |                 |                 |                 |                 |
|                   |                   |                   |                   |                   |                   |                |                |                |                |                |                |                |                |  |  |                    |                    |                    |                    |                    |                    |  |  |                      |                      |                      |                      |                      |                      |  |  |                 |                 |                 |                 |                 |                 |  |  |                   |                   |                   |                   |                   |                   |  |  |                |                |                |                |                |                |  |  |                 |                 |                 |                 |                 |                 |  |  |                 |                 |                 |                 |                 |                 |                |                |                |                |                |                |          |          |                   |                   |                   |                   |                   |                   |          |          |  |  |                 |                 |                 |                 |                 |                 |  |  |               |               |               |               |               |               |  |  |          |          |          |          |          |          |  |  |                |                |                |                |                |                |  |  |                 |                 |                 |                 |                 |                 |
| 天皇 徳仁         | 天皇 徳仁         | 天皇 徳仁         | 天皇 徳仁         | 天皇 徳仁         | 天皇 徳仁         |                |                | 皇后 雅子      | 皇后 雅子      | 皇后 雅子      | 皇后 雅子      | 皇后 雅子      | 皇后 雅子      |  |  | 皇嗣秋篠宮文仁親王 | 皇嗣秋篠宮文仁親王 | 皇嗣秋篠宮文仁親王 | 皇嗣秋篠宮文仁親王 | 皇嗣秋篠宮文仁親王 | 皇嗣秋篠宮文仁親王 |  |  | 皇嗣妃文仁親王妃紀子 | 皇嗣妃文仁親王妃紀子 | 皇嗣妃文仁親王妃紀子 | 皇嗣妃文仁親王妃紀子 | 皇嗣妃文仁親王妃紀子 | 皇嗣妃文仁親王妃紀子 |  |  | 黒田清子 (紀宮) | 黒田清子 (紀宮) | 黒田清子 (紀宮) | 黒田清子 (紀宮) | 黒田清子 (紀宮) | 黒田清子 (紀宮) |  |  |                   |                   |                   |                   |                   |                   |  |  |                |                |                |                |                |                |  |  |                 |                 |                 |                 |                 |                 |  |  |                 |                 |                 |                 |                 |                 |                |                |                |                |                |                |          |          |                   |                   | 彬子女王          | 彬子女王          | 彬子女王          | 彬子女王          | 彬子女王 | 彬子女王 |  |  | 瑶子女王        | 瑶子女王        | 瑶子女王        | 瑶子女王        | 瑶子女王        | 瑶子女王        |  |  |               |               |               |               |               |               |  |  | 承子女王 | 承子女王 | 承子女王 | 承子女王 | 承子女王 | 承子女王 |  |  | 千家典子       | 千家典子       | 千家典子       | 千家典子       | 千家典子       | 千家典子       |  |  | 守谷絢子        | 守谷絢子        | 守谷絢子        | 守谷絢子        | 守谷絢子        | 守谷絢子        |
| 天皇 徳仁         | 天皇 徳仁         | 天皇 徳仁         | 天皇 徳仁         | 天皇 徳仁         | 天皇 徳仁         |                |                | 皇后 雅子      | 皇后 雅子      | 皇后 雅子      | 皇后 雅子      | 皇后 雅子      | 皇后 雅子      |  |  | 皇嗣秋篠宮文仁親王 | 皇嗣秋篠宮文仁親王 | 皇嗣秋篠宮文仁親王 | 皇嗣秋篠宮文仁親王 | 皇嗣秋篠宮文仁親王 | 皇嗣秋篠宮文仁親王 |  |  | 皇嗣妃文仁親王妃紀子 | 皇嗣妃文仁親王妃紀子 | 皇嗣妃文仁親王妃紀子 | 皇嗣妃文仁親王妃紀子 | 皇嗣妃文仁親王妃紀子 | 皇嗣妃文仁親王妃紀子 |  |  | 黒田清子 (紀宮) | 黒田清子 (紀宮) | 黒田清子 (紀宮) | 黒田清子 (紀宮) | 黒田清子 (紀宮) | 黒田清子 (紀宮) |  |  |                   |                   |                   |                   |                   |                   |  |  |                |                |                |                |                |                |  |  |                 |                 |                 |                 |                 |                 |  |  |                 |                 |                 |                 |                 |                 |                |                |                |                |                |                |          |          |                   |                   | 彬子女王          | 彬子女王          | 彬子女王          | 彬子女王          | 彬子女王 | 彬子女王 |  |  | 瑶子女王        | 瑶子女王        | 瑶子女王        | 瑶子女王        | 瑶子女王        | 瑶子女王        |  |  |               |               |               |               |               |               |  |  | 承子女王 | 承子女王 | 承子女王 | 承子女王 | 承子女王 | 承子女王 |  |  | 千家典子       | 千家典子       | 千家典子       | 千家典子       | 千家典子       | 千家典子       |  |  | 守谷絢子        | 守谷絢子        | 守谷絢子        | 守谷絢子        | 守谷絢子        | 守谷絢子        |
|                   |                   |                   |                   |                   |                   |                |                |                |                |                |                |                |                |  |  |                    |                    |                    |                    |                    |                    |  |  |                      |                      |                      |                      |                      |                      |  |  |                 |                 |                 |                 |                 |                 |  |  |                   |                   |                   |                   |                   |                   |  |  |                |                |                |                |                |                |  |  |                 |                 |                 |                 |                 |                 |  |  |                 |                 |                 |                 |                 |                 |                |                |                |                |                |                |          |          |                   |                   |                   |                   |                   |                   |          |          |  |  |                 |                 |                 |                 |                 |                 |  |  |               |               |               |               |               |               |  |  |          |          |          |          |          |          |  |  |                |                |                |                |                |                |  |  |                 |                 |                 |                 |                 |                 |
|                   |                   |                   |                   |                   |                   |                |                |                |                |                |                |                |                |  |  |                    |                    |                    |                    |                    |                    |  |  |                      |                      |                      |                      |                      |                      |  |  |                 |                 |                 |                 |                 |                 |  |  |                   |                   |                   |                   |                   |                   |  |  |                |                |                |                |                |                |  |  |                 |                 |                 |                 |                 |                 |  |  |                 |                 |                 |                 |                 |                 |                |                |                |                |                |                |          |          |                   |                   |                   |                   |                   |                   |          |          |  |  |                 |                 |                 |                 |                 |                 |  |  |               |               |               |               |               |               |  |  |          |          |          |          |          |          |  |  |                |                |                |                |                |                |  |  |                 |                 |                 |                 |                 |                 |
|                   |                   |                   |                   | 敬宮愛子内親王    | 敬宮愛子内親王    | 敬宮愛子内親王 | 敬宮愛子内親王 | 敬宮愛子内親王 | 敬宮愛子内親王 |                |                |                |                |  |  | 小室眞子           | 小室眞子           | 小室眞子           | 小室眞子           | 小室眞子           | 小室眞子           |  |  | 佳子内親王           | 佳子内親王           | 佳子内親王           | 佳子内親王           | 佳子内親王           | 佳子内親王           |  |  | 悠仁親王        | 悠仁親王        | 悠仁親王        | 悠仁親王        | 悠仁親王        | 悠仁親王        |  |  |                   |                   |                   |                   |                   |                   |  |  |                |                |                |                |                |                |  |  |                 |                 |                 |                 |                 |                 |  |  |                 |                 |                 |                 |                 |                 |                |                |                |                |                |                |          |          |                   |                   |                   |                   |                   |                   |          |          |  |  |                 |                 |                 |                 |                 |                 |  |  |               |               |               |               |               |               |  |  |          |          |          |          |          |          |  |  |                |                |                |                |                |                |  |  |                 |                 |                 |                 |                 |                 |

## 皇族費
皇族だった際には、未成年時は年間305万円、成年になってからは年間915万円が皇族費として毎年支払われていた。